# Microtropesa longimentum
Microtropesa longimentum là một loài ruồi trong họ Tachinidae.